# Anevrina urbana
Anevrina urbana es una especie de mosquito del género Anevrina, de la familia Phoridae, orden Diptera. Fue descrita por Meiger en 1830.
Mide aproximadamente 2,5-4,5 mm de longitud. Se distribuye por Bélgica, Noruega, Finlandia, Estados Unidos, Eslovaquia, Reino Unido, Alemania, Suecia y Canadá.